# Zhang Qiongyue
Det här är en artikel om en person med kinesiskt personnamn; Zhang är familjenamnet.
Zhang Qiongyue (förenklad kinesiska: 张琼月; traditionell kinesiska: 張瓊月; pinyin: Zhāng Qióngyuè), född 12 mars 2004, är en kinesisk sportskytt.

## Karriär
Vid VM 2022 i Kairo tog Zhang brons tillsammans med Miao Wanru och Shi Mengyao i lagtävlingen i 50 meter gevär 3 ställningar. Vid VM 2023 i Baku tog hon guld i 50 meter gevär 3 ställningar. Zhang tog även silver tillsammans med Han Jiayu och Wang Zhilin i lagtävlingen i 10 meter luftgevär samt silver tillsammans med Xia Siyu och Han Jiayu i lagtävlingen i 50 meter gevär 3 ställningar. Vid asiatiska spelen 2022 i Hangzhou, som arrangerades 2023, tog hon silver i 50 meter gevär 3 ställningar samt guld tillsammans med Xia Siyu och Han Jiayu i lagtävlingen i 50 meter gevär 3 ställningar.
Vid olympiska sommarspelen 2024 i Paris tog Zhang brons i 50 meter gevär 3 ställningar.